# Lajtai Gábor
Lajtai Gábor (Budapest, 1969. február 25. – 2020. augusztus 23.) magyar költő, szerkesztő.

## Életpályája
Apja Lajtai Pál (1949) intarziaművész, anyja Buza Katalin (1951) díszítőfestő volt. Tanulmányokat folytatott a pécsi JPTE művelődésszervező szakán, különböző könyvkiadóknál tipográfusként, művelődési intézményekben művelődésszervezőként és információs munkatársként dolgozott. 1990-től számtalan kiadvány (szépirodalmi könyv, antológia, folyóirat, prospektus, akcidens nyomtatványok) szerkesztését, lektorálását illetve nyomdai előkészítését végezte el.
1998. november 17-én létrehozta és haláláig üzemeltette a Magyar Művészeti Portált. 2001. március 1-től főszerkesztője volt a NapSziget a művészetekért folyóiratnak. 2005. május 10-től elnöke volt a Vörösmarty Marcell író (Hangszínház) által létrehozott, a fentieket gondozó NapSziget a Művészetekért Alapítványnak. Jelenleg a fenti Alapítvány ügyintézőjeként valamint műszaki szerkesztőként keresi kenyerét.
2001. május 1-je óta tiszta jövedelmének 17%-ával járult hozzá a magyar művészeti és kulturális élet szereplőinek és alkotóinak népszerűsítéséhez. E gesztus nyomán azóta egyre több magánszemély és intézmény támogatja a NapSziget a Művészetekért Alapítvány céljainak megvalósulását.
1995-ben illusztrálta Nérya: Forrás című verseskötetét. 1986-tól különböző folyóiratok, 1995-től antológiák közölték írásait, 1999-től rádióműsorok, 2001-től televíziós híradások számoltak be munkásságáról, 2002-től kezdve internetes magazinokban és fórumokban, 2004-től már magánszemélyek blogjaiban is rábukkanhatunk verseire.
2008. július 10-től kuratóriumi tagja volt a Babylon Ősnyelv Akadémia Alapítványnak.

## Magánélete
1997-es sikertelen első házassága (Lajtai Katalin) után 2005. szeptember 17-én másodszor is házasodott (felesége Lajtai Kadocsa Klári, aki 2006 tavaszán fiúgyermekkel (András) ajándékozta meg.

## Verseskötetei
- Kikelet (AnagrammA, 1994)
- MANNA-versek (AnagrammA, 1996, társszerző: Máté Mária)
- Fénytölte. Versek, 1994–1998 (Krúdy Gyula Irodalmi Kör, 1999)
- Csontpalást. Válogatott és új versek; NapSziget a Művészetekért Alapítvány, Bp., 2012

## Elismerések
- Bodnár István Irodalmi és Művészeti Oklevél (2005)

## Művészeti körök
- Művészetbarátok Országos Egyesülete – tag (1993-tól)
- Krúdy Gyula Irodalmi Kör – tag (1998 májusától), pártoló tag (2007 óta)
- Ars Publica (Árkádia) Művészeti Társaság – tag, elnök (1998 őszétől)
- Bohém Asztaltársaság – tag (2000 tavaszától)
- Váci Mihály Irodalmi Kör – tag (2000 augusztusától)
- Csokonai Vitéz Mihály Irodalmi és Művészeti Társaság – tag (2000 szeptemberétől)
- Fiatal Írók Szövetsége – tag (2002 júniusától)
- Magyar Gyermekrajz Világmúzeuma – alapító, kurátor (2003 nyarától)
- Napszél Kulturális Közhasznú Egyesület – alapító, tag (2004 januárjától)
- NapSziget a Művészetekért Alapítvány – kurátor, elnök (2005 májusától)
- Rákosmenti Irodalmi Műhely tag, elnökségi tag (2005 novemberétől)
- Sz.E.G.L.E.T Irodalmi Társaság – tag (2005 novemberétől), pártoló tag (2007 óta)
- Babylon Ősnyelv Akadémia – kurátor (2008 júniusától)

## Rádióműsorai
- MűvészLEGeltető' 1-121. adás – (Fiksz Rádió, Budapest 98 MHz, 2001. április – 2004. november 20.)
- Kultúrbolygó (122. adástól) – (Fúzió Rádió, Budapest 93,5 MHz, 2006. január 28-ától, minden szombaton 18-20 óráig)